# Charis theodora
Charis theodora är en fjärilsart som beskrevs av Felder 1862. Charis theodora ingår i släktet Charis och familjen Riodinidae. Inga underarter finns listade i Catalogue of Life.